# Monument aux morts italiens de Lyon
Le monument aux morts italiens de Lyon est un monument aux morts situé dans le nouveau cimetière de la Guillotière à Lyon en France.
Il a été inauguré le 24 mai 1925 par Édouard Herriot.

## Description
Il commémore les morts militaires italiennes au cours de la Première Guerre mondiale et à ce titre est propriété de l'Italie ; tout comme le carré italien à proximité immédiate regroupant 81 tombes de soldats italiens (décision du conseil municipal du 30 janvier 1922, Édouard Herriot).
Il est l’œuvre du sculpteur italien Vincenzo Pasquali qui le fabriqua à San Remo puis le fit transporter jusqu'à Lyon. L'inscription principale est la suivante :

« ICI REPOSENT LES SOLDATS DE LA NATION ITALIENNE ALLIÉE MORTS DANS LES AMBULANCES LYONNAISES PENDANT LA GUERRE DE 1914-1918 - DANS UN TERRAIN CONCÉDÉ À PERPÉTUITÉ PAR LA VILLE DE LYON »

La statue de la Grande Madre (Mère Patrie) est sculptée dans du marbre de Carrare et pèse plus de 12 tonnes.
L'ensemble se trouve dans un carré de 300 m2 concédé à perpétuité au gouvernement italien.

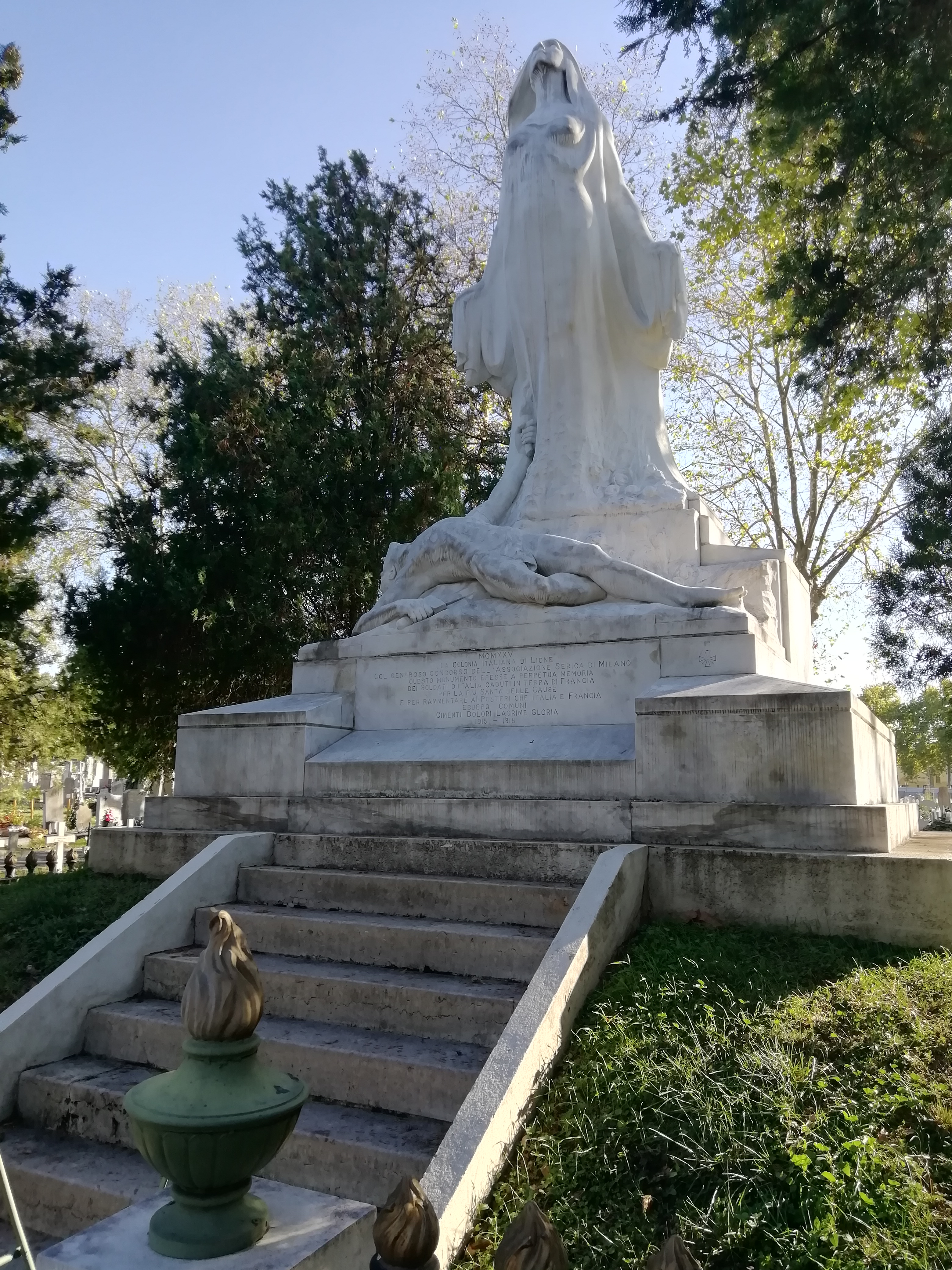
Perspective du monument
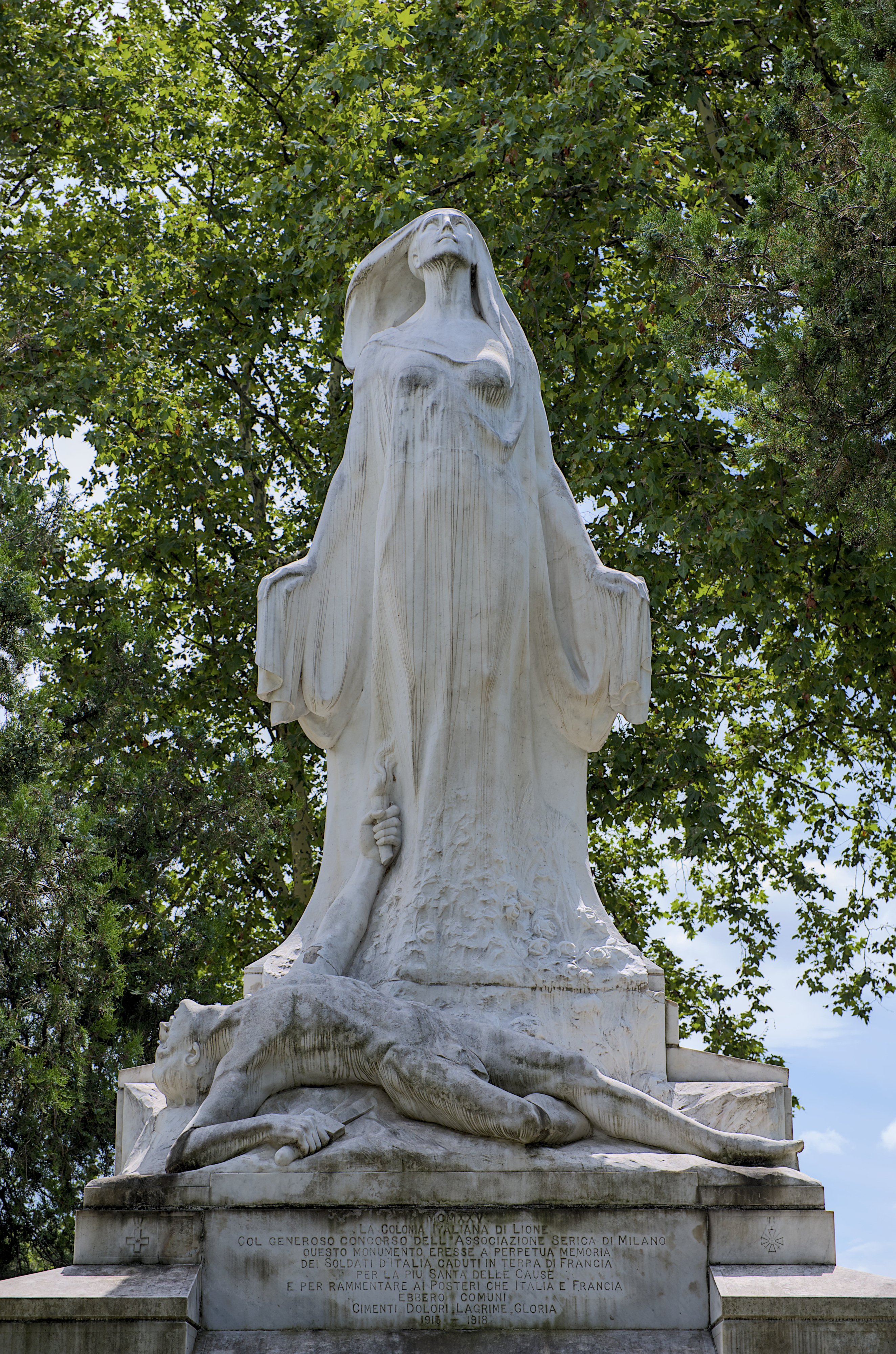
Statue de face
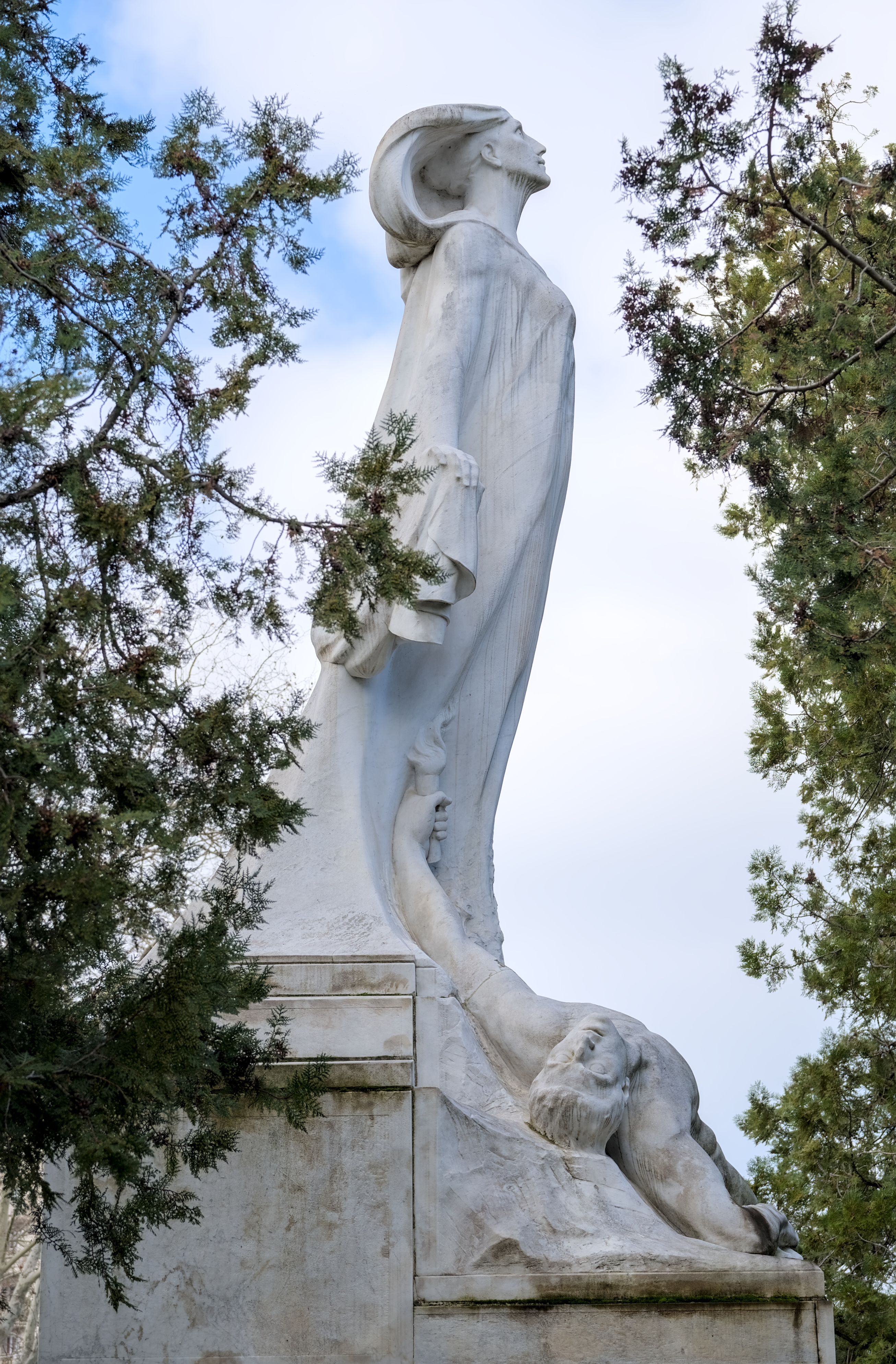
Statue de profil
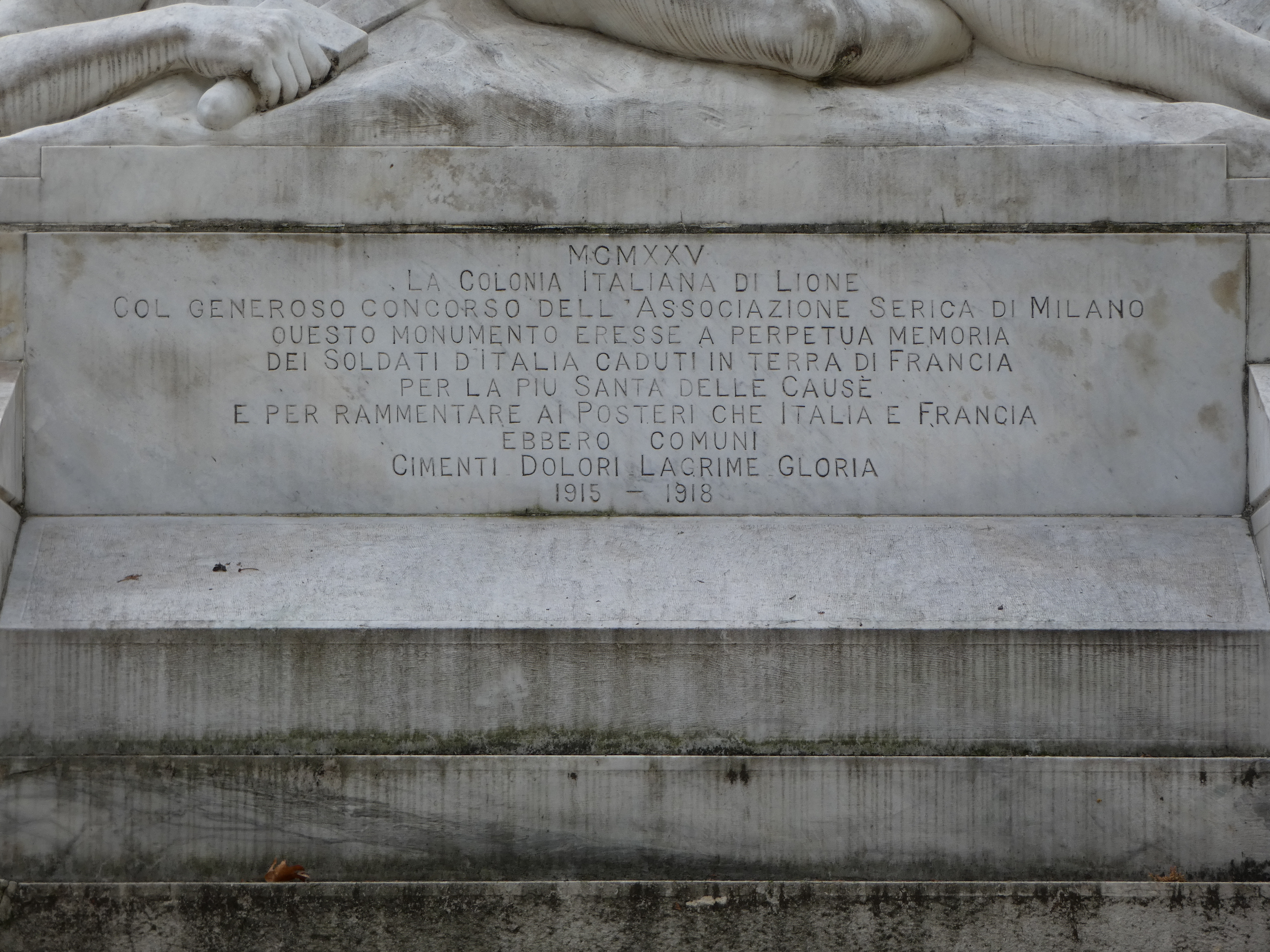
Inscription

## Protection
Le monument est d'abord inscrit au titre des monuments historiques depuis 2019 puis sera classé par arrêté du 28 décembre 2021.